# Specie di Hexathelidae
Di seguito sono elencate le 112 specie della famiglia di ragni Hexathelidae note al dicembre 2012 .

## Atrax
Atrax O. P.-Cambridge, 1877

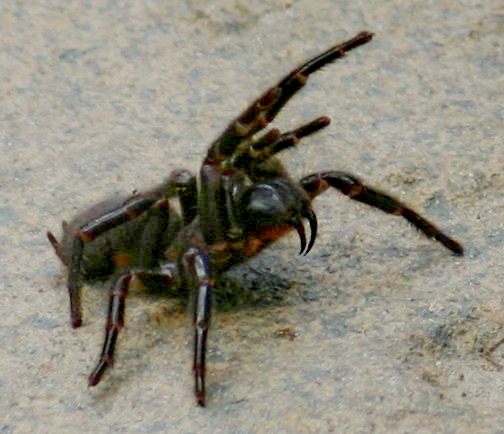
Atrax robustus

- Atrax robustus O. P.-Cambridge, 1877[2] - Nuovo Galles del Sud
- Atrax sutherlandi Gray, 2010 - Nuovo Galles del Sud, Victoria
- Atrax yorkmainorum Gray, 2010 - Nuovo Galles del Sud, Territorio della Capitale Australiana

## Bymainiella
Bymainiella Raven, 1978
- Bymainiella lugubris Raven, 1978 — Nuovo Galles del Sud
- Bymainiella monteithi Raven, 1978 — Queensland, Nuovo Galles del Sud
- Bymainiella polesoni Raven, 1978 — Nuovo Galles del Sud
- Bymainiella terraereginae (Raven, 1976)[2] — Queensland, Nuovo Galles del Sud

## Hadronyche
Hadronyche L. Koch, 1873

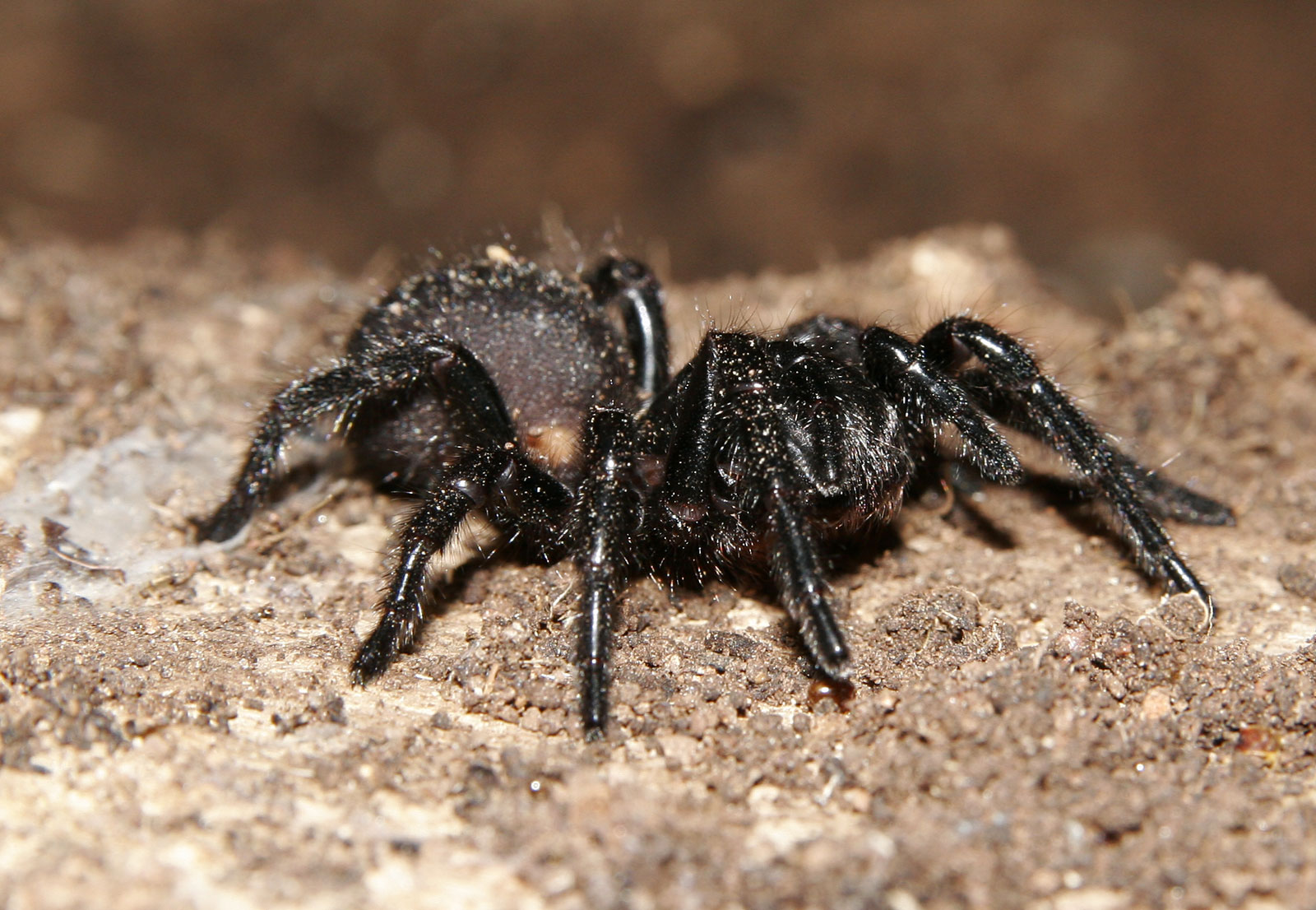
Hadronyche modesta

1. Hadronyche adelaidensis (Gray, 1984) — Australia meridionale
2. Hadronyche alpina Gray, 2010 — Nuovo Galles del Sud, Territorio della Capitale Australiana
3. Hadronyche annachristiae Gray, 2010 — Nuovo Galles del Sud
4. Hadronyche anzses Raven, 2000 — Queensland
5. Hadronyche cerberea L. Koch, 1873[2] — Nuovo Galles del Sud
6. Hadronyche emmalizae Gray, 2010 — Nuovo Galles del Sud
7. Hadronyche eyrei (Gray, 1984) — Australia meridionale
8. Hadronyche flindersi (Gray, 1984) — Australia meridionale
9. Hadronyche formidabilis (Rainbow, 1914) — Queensland, Nuovo Galles del Sud
10. Hadronyche infensa (Hickman, 1964) — Queensland, Nuovo Galles del Sud
11. Hadronyche jensenae Gray, 2010 — Victoria
12. Hadronyche kaputarensis Gray, 2010 — Nuovo Galles del Sud
13. Hadronyche lamingtonensis Gray, 2010 — Queensland
14. Hadronyche levittgreggae Gray, 2010 — Nuovo Galles del Sud
15. Hadronyche lynabrae Gray, 2010 — Nuovo Galles del Sud
16. Hadronyche macquariensis Gray, 2010 — Nuovo Galles del Sud
17. Hadronyche marracoonda Gray, 2010 — Nuovo Galles del Sud, Territorio della Capitale Australiana
18. Hadronyche mascordi Gray, 2010 — Nuovo Galles del Sud
19. Hadronyche meridiana Hogg, 1902 — Victoria, Nuovo Galles del Sud
20. Hadronyche modesta (Simon, 1891) — Victoria
21. Hadronyche monaro Gray, 2010 — Nuovo Galles del Sud
22. Hadronyche monteithae Gray, 2010 — Queensland
23. Hadronyche nimoola Gray, 2010 — Nuovo Galles del Sud, Territorio della Capitale Australiana
24. Hadronyche orana Gray, 2010 — Nuovo Galles del Sud
25. Hadronyche pulvinator (Hickman, 1927) — Tasmania
26. Hadronyche raveni Gray, 2010 — Queensland
27. Hadronyche tambo Gray, 2010 — Victoria
28. Hadronyche valida (Rainbow & Pulleine, 1918) — Queensland, Nuovo Galles del Sud
29. Hadronyche venenata (Hickman, 1927) — Tasmania
30. Hadronyche versuta (Rainbow, 1914) — Nuovo Galles del Sud
31. Hadronyche walkeri Gray, 2010 — Nuovo Galles del Sud

## Hexathele
Hexathele Ausserer, 1871
- Hexathele cantuaria Forster, 1968 — Nuova Zelanda
- Hexathele cavernicola Forster, 1968 — Nuova Zelanda
- Hexathele exemplar Parrott, 1960 — Nuova Zelanda
- Hexathele hochstetteri Ausserer, 1871[2] — Nuova Zelanda
- Hexathele huka Forster, 1968 — Nuova Zelanda
- Hexathele huttoni Hogg, 1908 — Nuova Zelanda
- Hexathele kohua Forster, 1968 — Nuova Zelanda
- Hexathele maitaia Forster, 1968 — Nuova Zelanda
- Hexathele nigra Forster, 1968 — Nuova Zelanda
- Hexathele otira Forster, 1968 — Nuova Zelanda
- Hexathele para Forster, 1968 — Nuova Zelanda
- Hexathele petriei Goyen, 1887 — Nuova Zelanda
- Hexathele pukea Forster, 1968 — Nuova Zelanda
- Hexathele putuna Forster, 1968 — Nuova Zelanda
- Hexathele ramsayi Forster, 1968 — Nuova Zelanda
- Hexathele rupicola Forster, 1968 — Nuova Zelanda
- Hexathele taumara Forster, 1968 — Nuova Zelanda
- Hexathele waipa Forster, 1968 — Nuova Zelanda
- Hexathele waita Forster, 1968 — Nuova Zelanda
- Hexathele wiltoni Forster, 1968 — Nuova Zelanda

## Illawarra
Illawarra Gray, 2010
- Illawarra wisharti Gray, 2010[2] — Nuovo Galles del Sud

## Macrothele
Macrothele Ausserer, 1871

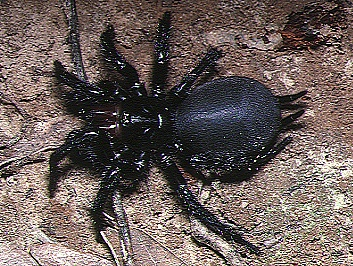
Macrothele gigas - femmina

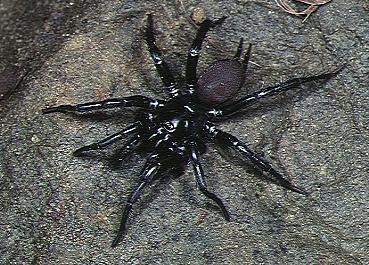
Macrothele yaginumai - maschio

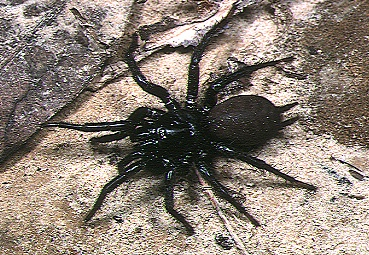
Macrothele yaginumai - femmina

1. Macrothele abrupta Benoit, 1965 — Congo
2. Macrothele amamiensis Shimojana & Haupt, 1998 — Isole Ryukyu
3. Macrothele bannaensis Xu & Yin, 2001 — Cina
4. Macrothele calpeiana (Walckenaer, 1805)[2] — Spagna, Africa settentrionale
5. Macrothele camerunensis Simon, 1903 — Camerun, Guinea equatoriale
6. Macrothele cretica Kulczynski, 1903 — Creta
7. Macrothele decemnotata Simon, 1909 — Vietnam
8. Macrothele gigas Shimojana & Haupt, 1998 — Isole Ryukyu
9. Macrothele guizhouensis Hu & Li, 1986 — Cina
10. Macrothele holsti Pocock, 1901 — Taiwan
11. Macrothele hunanica Zhu & Song, 2000 — Cina
12. Macrothele incisa Benoit, 1965 — Congo
13. Macrothele maculata (Thorell, 1890) — Myanmar, Sumatra, Giava
  - Macrothele maculata annamensis Hogg, 1922 — Vietnam
14. Macrothele monocirculata Xu & Yin, 2000 — Cina
15. Macrothele palpator Pocock, 1901 — Cina, Hong Kong
16. Macrothele proserpina Simon, 1909 — Vietnam
17. Macrothele raveni Zhu, Li & Song, 2000 — Cina
18. Macrothele segmentata Simon, 1892 — Malaysia
19. Macrothele simplicata (Saito, 1933) — Taiwan
20. Macrothele taiwanensis Shimojana & Haupt, 1998 — Taiwan
21. Macrothele triangularis Benoit, 1965 — Congo
22. Macrothele variabiis Pavesi, 1898 — Giava
23. Macrothele vidua Simon, 1906 — India
24. Macrothele yaginumai Shimojana & Haupt, 1998 — Isole Ryukyu
25. Macrothele yani Xu, Yin & Griswold, 2002 — Cina
26. Macrothele yunnanica Zhu & Song, 2000 — Cina

## Mediothele
Mediothele Raven & Platnick, 1978
- Mediothele anae Ríos & Goloboff, 2012 — Cile
- Mediothele australis Raven & Platnick, 1978[2] — Cile
- Mediothele lagos Ríos & Goloboff, 2012 — Cile
- Mediothele linares Ríos & Goloboff, 2012 — Cile
- Mediothele minima Ríos & Goloboff, 2012 — Cile
- Mediothele nahuelbuta Ríos & Goloboff, 2012 — Cile

## Paraembolides
Paraembolides Raven, 1980
- Paraembolides boycei (Raven, 1978)[2] — Queensland
- Paraembolides boydi (Raven, 1978) — Nuovo Galles del Sud
- Paraembolides brindabella (Raven, 1978) — Nuovo Galles del Sud, Territorio della Capitale australiana (Canberra)
- Paraembolides cannoni (Raven, 1978) — Queensland
- Paraembolides grayi (Raven, 1978) — Nuovo Galles del Sud
- Paraembolides montisbossi (Raven, 1978) — Nuovo Galles del Sud
- Paraembolides tubrabucca (Raven, 1978) — Nuovo Galles del Sud
- Paraembolides variabilis (Raven, 1978) — Nuovo Galles del Sud

## Plesiothele
Plesiothele Raven, 1978
- Plesiothele fentoni (Hickman, 1936)[2] — Tasmania

## Porrhothele
Porrhothele Simon, 1892

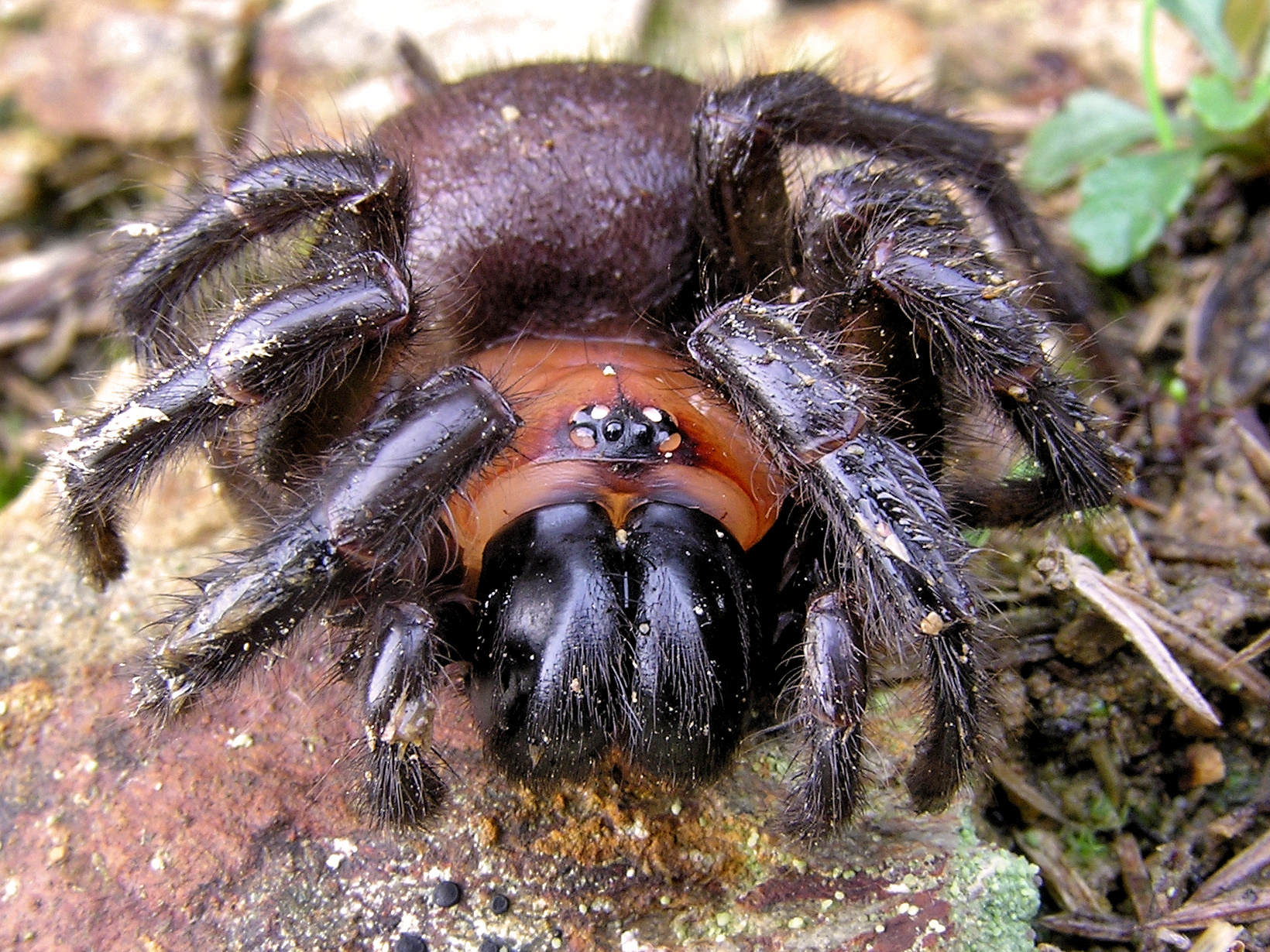
Porrhothele antipodiana

- Porrhothele antipodiana (Walckenaer, 1837)[2] — Nuova Zelanda
- Porrhothele blanda Forster, 1968 — Nuova Zelanda
- Porrhothele moana Forster, 1968 — Nuova Zelanda
- Porrhothele modesta Forster, 1968 — Nuova Zelanda
- Porrhothele quadrigyna Forster, 1968 — Nuova Zelanda

## Scotinoecus
Scotinoecus Simon, 1892
- Scotinoecus cinereopilosus (Simon, 1889)[2] — Cile
- Scotinoecus fasciatus Tullgren, 1901 — Cile, Argentina
- Scotinoecus major Ríos & Goloboff, 2012 — Cile
- Scotinoecus ruiles Ríos & Goloboff, 2012 — Cile

## Teranodes
Teranodes Raven, 1985
- Teranodes montanus (Hickman, 1927)[2] — Tasmania, Victoria
- Teranodes otwayensis (Raven, 1978) — Victoria